# جوزيف هنري بانكس
جوزيف هنري بانكس (بالإنجليزية: Joseph Henry Banks)‏ هو عسكري نيوزيلندي، ولد في 1843 في كورفو في اليونان، وتوفي في 1916 في نوارا إليا في سريلانكا.

## أوسمة
- ميدالية مصر